# Словацко (футбольний клуб)
ФК «Словацко» (чеськ. Fotbalový klub Slovácko) — чеський футбольний клуб з міста Угерске Градіште, заснований у 1927 році. Виступає у Першій лізі. Домашні матчі приймає на стадіоні Мирослава Валенти, місткістю 8 121 глядач.

## Титул і досягнення
- Володар Кубка Чехії (1): 2021-22